# Eclissi solare dell'8 aprile 2005
L'eclissi solare dell'8 aprile 2005 è un evento astronomico che ha avuto luogo il suddetto giorno attorno alle ore 20:36 UTC.